# Шкала Реомюра
Шкала́ Реомю́ра — температурна шкала, що її 1730 року запропонував французький вчений Рене Антуан Реомюр, який описав винайдений ним спиртовий термометр.
Одиниця — градус Реомюра (°R), 1 °R дорівнює 1/80 частині температурного інтервалу між опорними точками — температурою танення льоду (0 °R) і кипіння води (80 °R). 1°R = 1,25 °C.
Виходить 1 °C = 0,8 °R (відповідно 1 °R = 1,25 °C). Хоч насправді за оригінальною шкалою реомюра має бути 1 °R = 0,925 °C.
Це було пов'язано з тим, що суміш вода-спирт за температури кипіння води (100 градусів Цельсія) розширюється рівно на 8 %.
У 1772 році у Франції в якості стандартної була прийнята температура кипіння води, що дорівнює 110 градусам Реомюр.
В наш час[коли?] шкала вийшла з ужитку, найдовше вона зберігалася у Франції, на батьківщині автора.